# Peidl-kormány

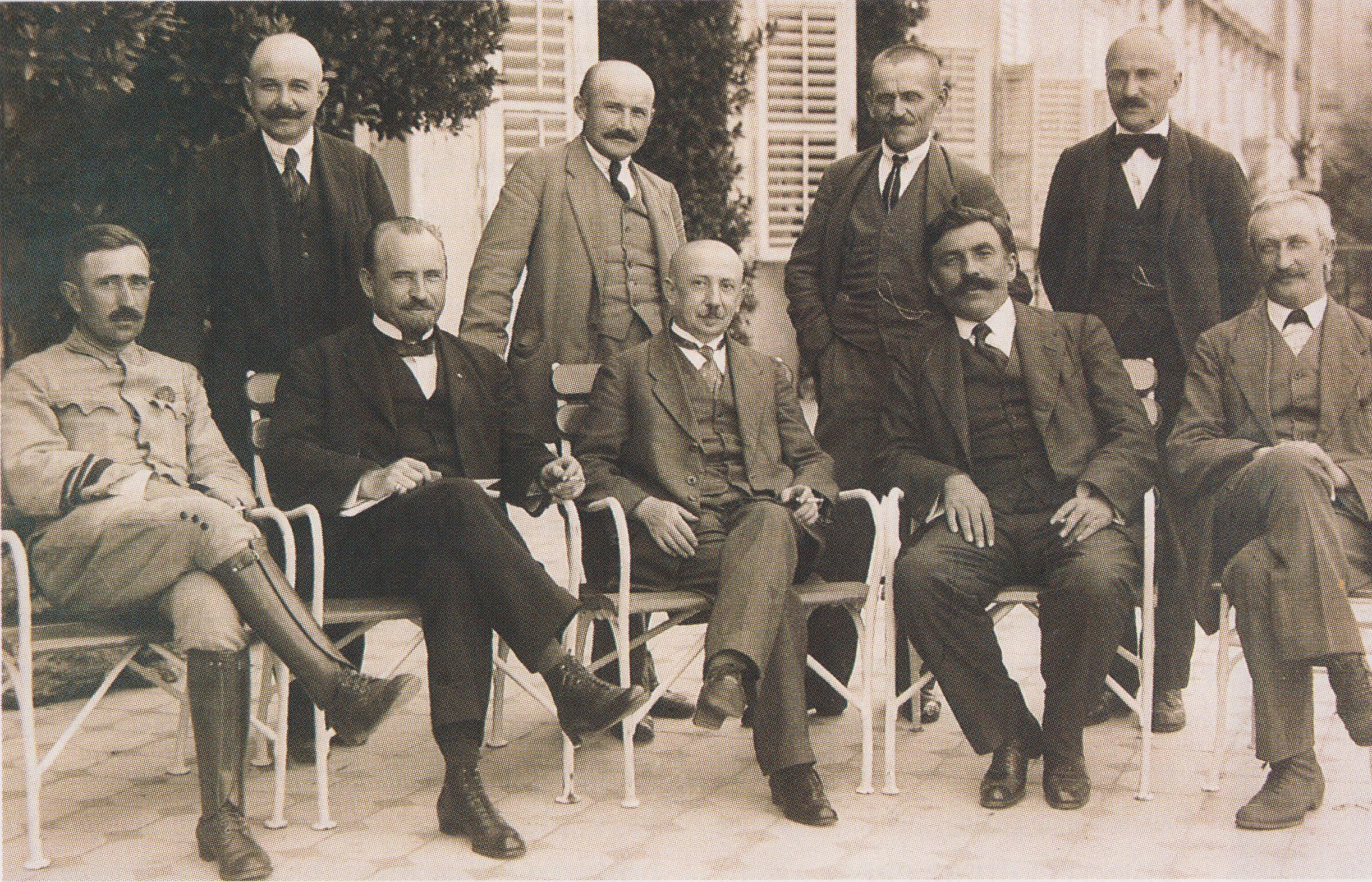
A Peidl-kormány tagjai
Álló sor: Peyer Károly, Takács József, Miákits Ferenc, Dovcsák Antal
Ülő sor: balról jobbra: Haubrich József, Ágoston Péter, Peidl Gyula, Garbai Sándor, Knaller Győző

A Peidl-kormány 1919. augusztus 1. és augusztus 6. között volt hatalmon. Kinevezése a Magyarországi Tanácsköztársaság bukását is jelentette. A „szakszervezeti kormánynak” is nevezett kabinet hatalomra kerülése után nekilátott visszavonni a kommunisták rendeleteit, így egyebek mellett Magyarország megnevezése újból Magyar Népköztársaság lett (a Magyarországi Szocialista Szövetséges Tanácsköztársaság helyett).

## A kormány megalakulása
A kormány megalakulásának előzményei 1919 júliusára nyúlnak vissza. Az un. "jobboldali szociáldemokraták" (Garami Ernő, Buchinger Manó, Peyer Károly, Peidl Gyula) kezdettől ellenezték a kommunistákkal való együttműködést, a centrista szociáldemokraták (Kunfi Zsigmond, Böhm Vilmos) pedig az akkori helyzetben nem tartották fenntarthatónak a proletárdiktatúrát. Böhm Vilmos – Kun Béla tudtával és beleegyezésével – július közepén Bécsbe érkezett, azzal a céllal, hogy elképzelésükhöz támogatást szerezzenek az ottani antant missziótól.
Sir Thomas Cunningham ezredes és Borghese herceg Peyerrel és Weltner Jakabbal nem hivatalosan abban állapodtak meg, hogy a gazdasági blokád felszámolásáról és az előrenyomuló román csapatok megállításáról csak abban az esetben lehet szó, ha a Forradalmi Kormányzótanácsot eltávolítják a hatalomból, a proletárdiktatúrát megtagadják és egy olyan átmeneti szociáldemokrata kormány jön létre, mely a későbbiekben – polgári pártok bevonásával – koalíciós kormánnyá alakul át és kiírja a parlamenti választásokat.
Július 31-n a szakszervezetek és augusztus 1-n a Forradalmi Kormányzótanács és a Budapesti Munkás- és Katonatanács sem látott más kiutat, így aznap megalakult a zömmel jobboldali szociáldemokratákból álló kormány, melyben a korábbi tárgyalásokat vezető Böhm Vilmos sem kapott helyet.

## A kormány tagjai
| Név                                              | hivatal kezdete    | hivatal vége       | párt                  | megjegyzés     |
| Miniszterelnök                                   | Miniszterelnök     | Miniszterelnök     | Miniszterelnök        | Miniszterelnök |
| ------------------------------------------------ | ------------------ | ------------------ | --------------------- | -------------- |
| Peidl Gyula                                      | 1919. augusztus 1. | 1919. augusztus 6. | Szociáldemokrata Párt |                |
| Belügyminiszter                                  |                    |                    |                       |                |
| Peyer Károly                                     | 1919. augusztus 1. | 1919. augusztus 6. | Szociáldemokrata Párt |                |
| Külügyminiszter                                  |                    |                    |                       |                |
| Ágoston Péter                                    | 1919. augusztus 1. | 1919. augusztus 6. | Szociáldemokrata Párt |                |
| Pénzügyminiszter                                 |                    |                    |                       |                |
| Miákits Ferenc                                   | 1919. augusztus 1. | 1919. augusztus 6. | Szociáldemokrata Párt |                |
| Igazságügy-miniszter                             |                    |                    |                       |                |
| Garami Ernő                                      | 1919. augusztus 1. | 1919. augusztus 6. | Szociáldemokrata Párt |                |
| Honvédelmi miniszter                             |                    |                    |                       |                |
| Haubrich József                                  | 1919. augusztus 1. | 1919. augusztus 6. | Szociáldemokrata Párt |                |
| Vallás- és közoktatásügyi miniszter              |                    |                    |                       |                |
| Garbai Sándor                                    | 1919. augusztus 1. | 1919. augusztus 6. | Szociáldemokrata Párt |                |
| Földművelésügyi miniszter                        |                    |                    |                       |                |
| Takács József                                    | 1919. augusztus 1. | 1919. augusztus 6. | Szociáldemokrata Párt |                |
| Kereskedelemügyi miniszter                       |                    |                    |                       |                |
| Dovcsák Antal                                    | 1919. augusztus 1. | 1919. augusztus 6. | Szociáldemokrata Párt |                |
| Tárca nélküli (nemzetiségi) miniszter            |                    |                    |                       |                |
| Knaller Győző                                    | 1919. augusztus 1. | 1919. augusztus 6. | Szociáldemokrata Párt |                |
| Tárca nélküli (népjóléti és munkaügyi) miniszter |                    |                    |                       |                |
| Szabó Imre                                       | 1919. augusztus 1. | 1919. augusztus 6. | Szociáldemokrata Párt |                |
| Tárca nélküli (közélelmezési) miniszter          |                    |                    |                       |                |
| Knittelhoffer Ferenc                             | 1919. augusztus 1. | 1919. augusztus 6. | Szociáldemokrata Párt |                |

## A kormány működése
A kormány működését egyrészt a tanácsköztársasági intézkedések és intézmények leépítése jellemezte:
- Augusztus 2-n elhatárolta magát a proletárdiktatúrától, visszaállította a népköztársaságot, feloszlatta a forradalmi törvényszékeket, szabadon bocsátotta a letartóztatott ellenforradalmárokat.
- 3-án megszüntette a vörös őrséget és visszaállította a régi bírósági szervezetet.
- 4-én hatálytalanította a bérházak köztulajdonba vételét, valamint a lakbérek leszállítását kimondó rendeletet.
- 5-én csökkentette a közalkalmazottak március 21-e után felemelt fizetését.
- 6-án az ipari és kereskedelmi vállalatok államosítását érvénytelenítette, valamint elkészítette a csendőrség visszaállításáról, valamint a közép- és nagybirtokok magántulajdonba való visszaadásáról szóló rendelet tervezetét.[2]

Ugyanakkor megkezdte a koalíció megteremtésének előkészítését is. Tárgyalásokat kezdeményezett a kisgazda Nagyatádi Szabó Istvánnal, megkísérelte felvenni a kapcsolatot a néppárti Huszár Károllyal, valamint tárgyalt a keresztényszocialista Giesswein Sándorral. Felvetődött a károlyi-párti Lovászy Márton bevonása is a kormányba.
A kormány azonban nem rendelkezett szélesebb társadalmi támogatással és nem élvezte a nagyhatalmak bizalmát sem. Augusztus 2-án Párizsban a békekonferencia Ötös Tanácsa – Clemenceau nyomására – elutasította a kormány elismerését. A román kormányt pedig "kérte", hogy állítsa meg csapatait jelenlegi pozíciójukon. A román királyi csapatok azonban augusztus 4-én elfoglalták Budapestet és ellenőrzésük alá vonták a közigazgatást. Vidéken pedig elősegítették, hogy a megmaradt tanácsok helyett a forradalom előtti közigazgatás álljon helyre. Ugyanekkor a nemzeti hadsereg egységei is átlépték a demarkációs vonalat és megkezdték a "rendcsinálást".

## A kormány bukása
Ennek hatására – az egész ország megszállásának elkerülése érdekében – a kormány fegyverszüneti tárgyalásokat kezdeményezett a román főparancsnoksággal. A román fél – a Tanácsköztársaság megdöntése és a megszállás költségei fejében – súlyos hadisarcot követelt. Az ajánlatot sem elfogadni, sem elutasítani nem tudta a kormány.
Augusztus 6-án ugyanis a magát Fehérház Bajtársi Egyesületnek nevező ellenforradalmi csoport, Friedrich István vezetésével, Habsburg József főherceg jóváhagyásával, az olasz megbízottak tudtával és a román csapatok asszisztálása mellett megszállta a miniszterelnökség épületét és az éppen ülésező kormányt lemondatta.
Friedrich István és a Friedrich-kormány rövid időre átvette a kormányzást. Csak a román hadsereg kivonulása után érkezett meg a Nemzeti Hadsereg, Horthy Miklóssal az élén.